# Карамандере (приток на Бързей)
Карамандере (Коджадере) е река в Южна България – област Кърджали, община Кърджали и област Хасково, община Хасково. Ляв приток на река Бързей, от басейна на Харманлийска река. Дължината ѝ е 20 km. Отводнява североизточните части на рида Чуката в Източните Родопи и част от Хасковската хълмиста област.
Река Карамандере води началото си под името Суванлъкдере от извор-чешма, на 474 m н.в. в рида Чуката на Източните Родопи, на 1,2 km северно от село Бели пласт, община Кърджали. Първите 5 – 6 km тече на североизток, а след това до устието си на изток-североизток в плитка наносна долина през южната част на Хасковската хълмиста област. Влива се отляво в река Бързей (десен приток на Харманлийска река), на 161 m н.в., на 1,7 km източно от село Малево, община Хасково.
Площта на водосборния басейн на реката е 117 km2, което представлява 47,8% от водосборния басейн на река Бързей.
Основни притоци: Бекювска река, Кавакдере, Селска река (десни).
Реката е с дъждовно подхранване, като максимумът е в периода февруари-март, а минимумът – август.
По течението на реката в община Хасково е разположено само село Орлово.
Водите на реката се използват за напояване в Хасковската хълмиста област – язовир „Книжовник“.

## Топографска карта
- Лист от карта K-35-75. Мащаб: 1 : 100 000.
- Лист от карта K-35-76. Мащаб: 1 : 100 000.